# SMS Blücher (1908)
O SMS Blücher foi o último cruzador blindado operado pela Marinha Imperial Alemã. Projetado em resposta aos mais novos cruzadores blindados britânicos, sua construção em fevereiro de 1907 no Estaleiro Imperial de Kiel e foi lançado ao mar em abril de 1908, sendo comissionado na frota alemã em outubro do ano seguinte. Era armado com uma bateria principal composta por doze canhões de 210 milímetros montados em seis torres de artilharia duplas, tinha um deslocamento carregado de mais de dezessete mil toneladas e alcançava uma velocidade máxima de 24 nós.
O Blücher entrou em serviço já obsoleto por conta do desenvolvimento dos cruzadores de batalha britânicos da Classe Invincible, que tinha entrado em serviço alguns anos antes. O primeiro ano de serviço do Blücher transcorreu tranquilamente como parte da Frota de Alto-Mar, porém no final de 1911 foi transferido para ser usado como um navio-escola de artilharia. Ele exerceu esta função durante a maior parte de sua carreira em tempos de paz. Suas principais atividades no período consistiram na realização de exercícios de treinamento pelo Mar Báltico e Mar do Norte.
A Primeira Guerra Mundial começou em agosto 1914, com o cruzador participando de ações de bombardeio litorâneo contra o Reino Unido, primeiro em novembro contra a cidade de Yarmouth e depois em dezembro contra as cidades de Scarborough, Hartlepool e Whitby. Esteve na Batalha de Dogger Bank em 24 de janeiro de 1915, quando foi alvejado várias vezes por navios britânicos a ponto de ter sua velocidade reduzida. O Blücher acabou ficando para trás e os britânicos concentraram todas as suas forças nele, afundando-o depois de alvejá-lo e torpedeá-lo várias vezes.

## Antecedentes
A Segunda Lei Naval foi aprovada pela Dieta Imperial em 1900 e previa catorze cruzadores blindados. Estes eram projetados para desempenharem diferentes funções: enfrentar as forças de reconhecimento do inimigo e também lutar como parte da linha de batalha. Também havia a necessidade de servirem no império colonial alemão para protegerem interesses econômicos no estrangeiro. O primeiro cruzador blindado da Marinha Imperial Alemã foi o SMS Fürst Bismarck no final da década de 1890, sendo sucedido pelo SMS Prinz Heinrich, a Classe Prinz Adalbert, Classe Roon e Classe Scharnhorst. Cada novo projeto incorporou melhoramentos incrementais sobre seu predecessor, como aumento da velocidade máxima, canhões mais numerosos e poderosos e uma blindagem mais eficaz. De forma geral, os cruzadores blindados alemães tinham menos blindagem que suas contrapartes da Marinha Real Britânica.
O desenvolvimento de cruzadores blindados seguiu um padrão similar em outras marinhas nas décadas de 1890 e 1900. Cada novo desenvolvimento gerou mais competições entre rivais, especialmente uma perene entre as várias marinhas europeias. O almirante sir John Fisher, o Primeiro Lorde do Mar da Marinha Real Britânica, concluiu no início da década de 1900 que construções futuras não deveriam incluir couraçados ou cruzadores blindados, mas sim um novo tipo de navio capital que combinaria as melhores características dos dois. Esta nova embarcação ficaria conhecida como cruzador de batalha e teria o mesmo armamento de um couraçado com a velocidade de um cruzador blindado.
A construção naval alemã da época era regida pela Lei Naval, aprovada em 1898 e emendada em 1900. Sob estes termos, navios antigos como os ironclads SMS König Wilhelm e os dois membros da Classe Kaiser, reconstruídos como cruzadores blindados na década de 1890, só poderiam ser substituídos em 1910. Uma nova emenda aprovada em 1906 aumentou para vinte no número de cruzadores blindados da Marinha Imperial, significando que a construção de uma embarcação nova poderia começar imediatamente.

## Desenvolvimento
O desenvolvimento do sucessor da Classe Scharnhorst começou no início de 1905; os alemães não sabiam na época dos pensamentos de Fisher sobre futuros desenvolvimentos navais. A Classe Minotaur, a mais recente de cruzadores blindados da Marinha Real, seria armada com canhões de 234 milímetros e acreditava-se que classes posteriores teriam seis ou oito canhões desse tamanho. A equipe de projeto alemã produziu em resposta dois projetos, chamados "A" e "B", que em sua maior parte eram versões aprimoradas da Classe Scharnhorst. "A" tinha o mesmo armamento de oito canhões de 210 milímetros, já "B" tinha uma bateria principal de doze armas de 210 milímetros. Ambas as variantes teriam uma blindagem significativamente melhorada, incluindo um aumento de vinte por cento na espessura do cinturão principal.
Como o novo navio seria encomendado sob o nome provisório de "E", as duas versões foram renomeadas para "E1" e "E2". Mais caldeiras foram adicionadas a fim de aumentar a velocidade máxima, com até cinco chaminés sendo usadas para a exaustão. O custo de "E2" levou a uma terceira variante, que eliminou torres de artilharia laterais em favor de casamatas para três armas em cada lateral. Outra variante, "E5", tinha um armamento de oito canhões de 210 milímetro, quatro em duas torres duplas e as restantes em torres individuais. "E6" manteve a disposição de "E5", mas substituiu o armamento secundário de dez armas de 149 milímetros por oito canhões de 170 milímetros. Mais duas outras versões, "E7" e "E8", eram bem similares, mas a primeira era ligeiramente menor, enquanto a "E8" voltava com as armas de 149 milímetros.
Foi considerado usar de bateria principal canhões calibre 45 de 240 milímetros, mas foi determinado que eram muito grandes e caros, então todos os trabalhos seguintes prosseguiram com a arma de 210 milímetros. "E9" foi apresentado em setembro, sendo significativamente maior que os anteriores. Este teria doze canhões principais, igual ao "E2". Seguiram-se "E10" e "E11" ainda no mesmo mês, com as mudanças sendo principalmente no número de armas secundárias e no espaçamento das torres de artilharia principais a partir de experiências da recente Guerra Russo-Japonesa. A proposta "E15" do final de setembro estabeleceu as características que seriam incorporadas ao navio final. Mais experimentações ocorreram até março de 1906, produzindo os projetos "E17" a "E23", mas todos foram considerados muito caros. Enquanto isso, "E15" foi refinado até a proposta definitiva "E16B", que era meio nó mais rápido que "E15" e reduziu as quatro chaminés do projeto anterior para apenas duas chaminés grandes.
A Dieta Imperial aprovou o financiamento para o Blücher em 26 de maio de 1906 junto com aquele para os dois primeiros couraçados da Classe Nassau, como previsto na emenda da Lei Naval. O navio seria muito maior e mais poderoso que seus predecessores, mas manteve a designação de cruzador blindado a fim de esconder sua natureza. A construção foi autorizada pelo imperador Guilherme II em 21 de junho, mas as obras só foram começar no início de 1907. Nesta altura, os cruzadores de batalha britânicos, que se tornariam a Classe Invincible, estavam aproximando-se de seus lançamentos e os detalhes de seus armamentos ficaram conhecidos. Já era tarde de mais para os alemães alterarem seu projeto, parcialmente porque isto acarretaria enormes aumentos em relação ao dinheiro já autorizado, assim a construção prosseguiu como planejado. Os canhões britânicos de 305 milímetros eram mais poderosos do que as armas alemãs de 210 milímetros, mas ambas tinham uma alcance muito similar, enquanto o Blücher tinha uma melhor blindagem. O historiador Aidan Dodson considerou que o cruzador blindado alemão era "um projeto de forma geral mais equilibrado" do que a Classe Invincible.

## Projeto

### Características

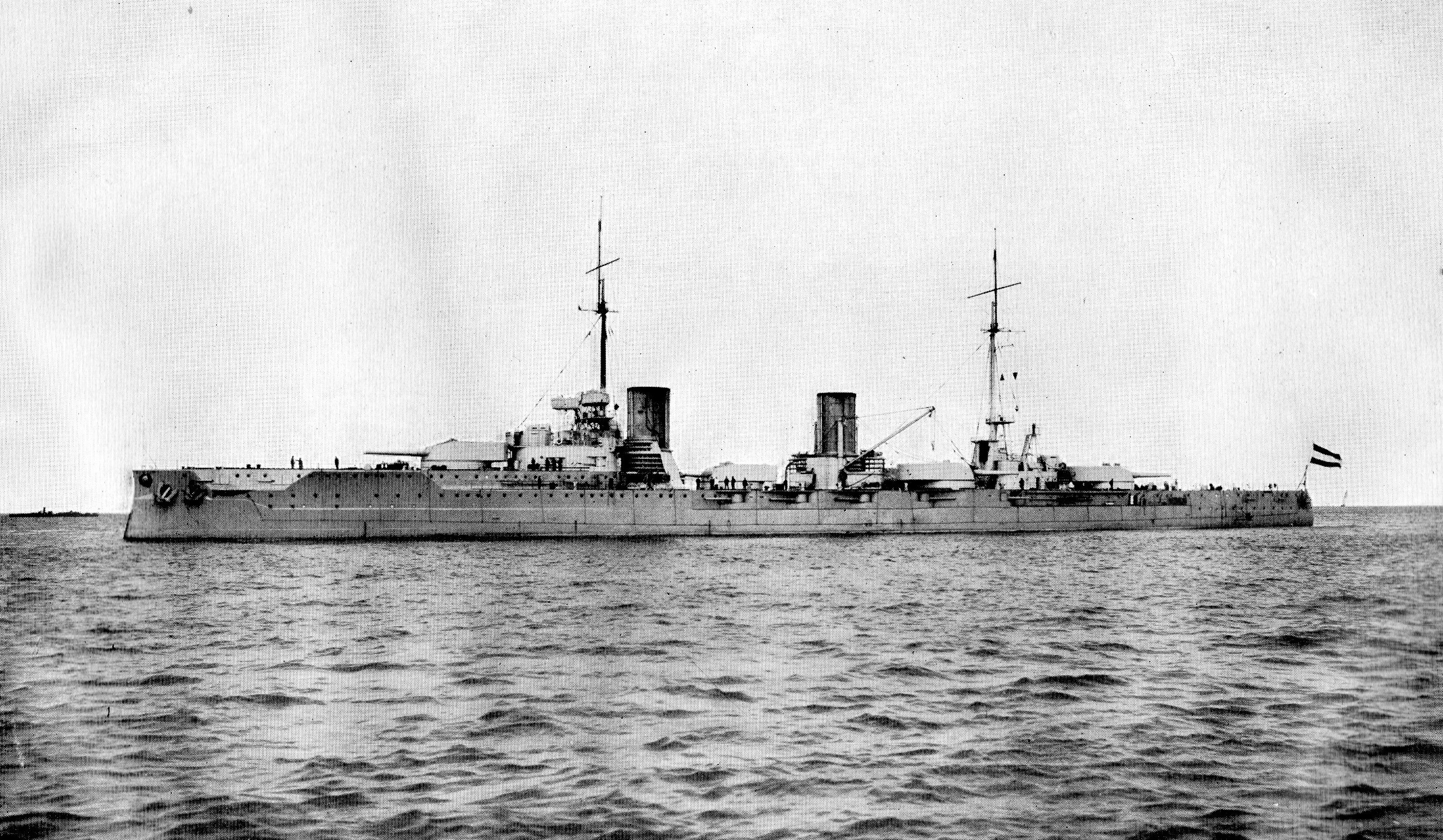
O Blücher em 1910

O Blücher tinha 161,1 metros de comprimento da linha de flutuação e 161,8 metros de comprimento de fora a fora. Tinha uma boca normal de 24,5 metros, porém redes antitorpedo foram posteriormente instaladas nas duas laterais, o que aumentava a boca para 25,62 metros. Tinha um calado de 8,84 metros à vante e 8,56 metros à ré. Seu deslocamento normal era de 15 842 toneladas, enquanto o deslocamento carregado chegava a 17,5 mil toneladas. Seu casco foi construído com armações de aço transversais e longitudinais, tendo treze compartimentos estanques e um fundo duplo que abrangia aproximadamente 65 por cento do comprimento do casco.
O navio tinha um movimento gentil e uma pequena arfagem, mas sofria de um balanço sério e chegava a altear em até dez graus e perder 55 por cento de sua velocidade com o leme virado completamente. Sua altura metacêntrica era de 1,63 metro. Tinha uma tripulação padrão de 41 oficiais e 812 marinheiros, mas podia crescer em catorze oficiais e 62 marinheiros quando servia de capitânia. Também carregava várias embarcações menores, incluindo dois barcos de piquete, três barcas, dois lanchas, dois yawls e um bote.

### Propulsão
O sistema de propulsão do Blücher era composto por dezoito caldeiras de tubos d'água a carvão divididas em três salas de caldeiras. Alimentavam três motores verticais de tripla-expansão com quatro cilindros, cada um girando uma hélice: a central tinha 5,3 metros de diâmetro, enquanto as duas laterais tinha 5,6 metros. Tinha um único leme para direção. Os três motores ficavam divididos em três salas de máquinas individuais. A energia elétrica era produzida por seis turbogeradores que geravam até mil quilowatts a 225 volts.
Tinha uma velocidade máxima projetada de 24,5 nós (45,4 quilômetros por hora), mas durante seus testes marítimos alcançou 25,4 nós (47 quilômetros por hora). Foi projetado para carregar novecentas toneladas de carvão, porém espaços vazios no casco podiam ser usados para expandir o carregamento em até 2 510 toneladas. Isto proporcionava uma autonomia de 6,6 mil milhas náuticas (12,2 mil quilômetros) a uma velocidade de cruzeiro de doze nós (22 quilômetros por hora), ou 3 250 milhas náuticas (6 020 quilômetros) a dezoito nós (33 quilômetros por hora). Durante seus testes marítimos os motores conseguiram gerar uma potência de 37 799 cavalos-vapor (28 187 quilowatts).

### Armamento
O armamento principal do Blücher era composto por doze canhões calibre 45 de 210 milímetros montados em seis torres de artilharia duplas, uma à vante e outra à ré da superestrutura, enquanto as restantes ficavam divididas em duas em cada lateral. Cada arma tinha um carregamento de 85 projéteis para 1 020 no total. Eles pesavam 108 quilogramas e eram disparados com uma carga de propelente de 35,1 quilogramas a uma velocidade de saída de novecentos metros por segundo. O propelente ficava guardado em cartuchos de latão, diferentemente das bolsas de seda de outras marinhas, o que deixava as torres mais resistências a incêndios de munição. Os canhões podiam abaixar até cinco graus negativos e elevar até trinta graus, o que dava um alcance máximo de 19,1 quilômetros. A cadência de tiro era de seis disparos por minuto.
O armamento secundário consistia em oito canhões de disparo rápido calibre 45 de 149 milímetros montados em casamatas individuais, quatro em cada lateral próximos do centro da embarcação. Estas armas podiam atacar alvos até um alcance máximo de 13,5 quilômetros. Cada canhão tinha um carregamento de 165 projéteis para um total a bordo de 1 320. Os projéteis pesavam 45,3 quilogramas e eram carregados com uma carga de propelente RPC/12 de 13,7 quilogramas, estes também colocados dentro de um cartucho de latão. A velocidade de saída era de 835 metros por segundo e a cadência de tiro de sete disparos por minuto.
Também tinha dezesseis canhões calibre 45 de 88 milímetros, quatro em casamatas próximas da ponte de comando, quatro em casamatas na proa, quatro em casamatas na popa e as quatro restantes em montagens giratórias próximas da superestrutura. Cada arma tinha um carregamento de duzentos projéteis para 3,2 mil no total, tendo uma cadência de tiro de quinze disparos por minuto. Disparavam projéteis altamente explosivos de dez quilogramas carregados com uma carga de propelente RPC/12 de três quilogramas. Estes canhões tinham uma velocidade de saída de 650 metros por segundo e uma vida útil de sete mil disparos. O alcance máximo era de 10,7 quilômetros.
Por fim, o Blücher foi equipado com quatro tubos de torpedo submersos de 450 milímetros, um na proa, um na popa e um em cada lateral. Carregava onze torpedos. Estes tinham uma ogiva de 110 quilogramas e duas configurações: 32 nós (59 quilômetros por hora) para dois quilômetros e 36 nós (67 quilômetros por hora) para 1,5 quilômetro.

### Blindagem
O Blücher era protegido por uma blindagem cimentada Krupp. Seu cinturão principal tinha 180 milímetros de espessura na parte central do navio onde estavam as salas de máquinas, depósitos de munição e outras áreas vitais, diminuindo para oitenta milímetros em áreas menos importantes do casco. As extremidades do navio não eram protegidas. Atrás do toda extensão do cinturão havia uma camada de trinta milímetros de teca. O cinturão também era suplementado por uma antepara antitorpedo de 35 milímetros, mas ela só abrangia a área entre a primeira e última torres de artilharia. O convés blindado tinha entre cinquenta e setenta milímetros, com as áreas mais importantes sendo protegidas pela espessura maior e as outras com a menor. A torre de comando de vante era a parte mais protegida da embarcação com laterais de 250 milímetros e teto de oitenta milímetros, enquanto a torre de comando de ré era bem menos protegido com laterais de 140 milímetros e teto de trinta milímetros. A cidadela central tinha uma blindagem de 160 milímetros. As torres de artilharia tinham tetos de oitenta milímetros e laterais de 180 milímetros, já as casamatas das armas de 149 milímetros tinham 140 milímetros de proteção.

## Carreira

### Tempos de paz

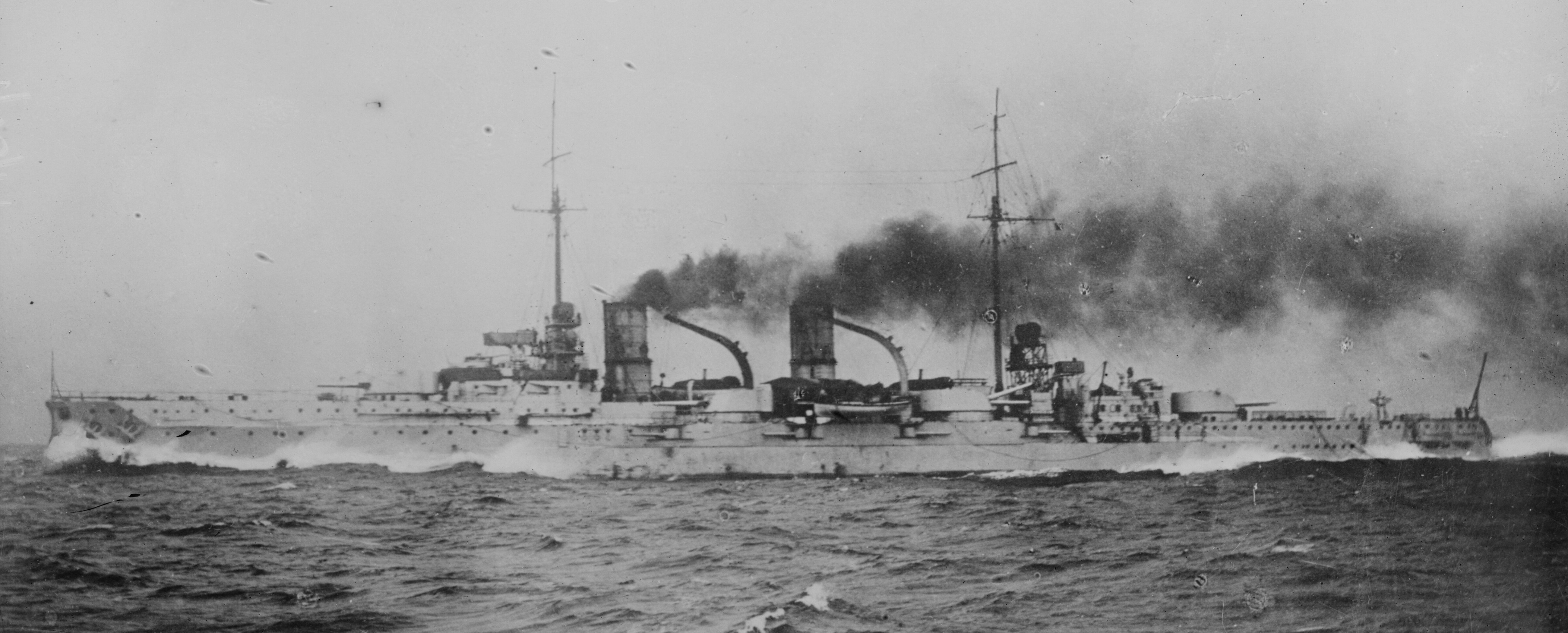
O Blücher em 1910

O Blücher foi nomeado em homenagem à corveta SMS Blücher. Seu batimento de quilha ocorreu em 21 de fevereiro de 1907 no Estaleiro Imperial de Kiel e foi lançado ao mar em 11 de abril de 1908. O general-marechal de campo barão Colmar von der Goltz fez um discurso antes do lançamento, enquanto a embarcação foi batizada pela bisneta do general-marechal de campo Gebhard Leberecht von Blücher. Foi comissionado em 1º de outubro de 1909 sob o comando do capitão de mar Curt von Rössing. Seguiram-se longos testes marítimos e o navio só ficou pronto para o serviço ativo em 27 de abril de 1910. A intenção era que o Blücher servisse como navio-escola para artilheiros navais, mesmo com a frota alemã tendo na época uma escassez de cruzadores blindados modernos, pois o Prinz Heinrich e a Classe Prinz Adalbert já estavam obsoletos e o SMS Scharnhorst tinha sido enviado para o Sudeste Asiático. Entretanto, como os novos cruzadores de batalha ainda não tinham entrado em serviço, o Blücher foi colocado no I Grupo de Reconhecimento da Frota de Alto-Mar com os dois membros da Classe Roon, o SMS Gneisenau e seis cruzadores rápidos. Serviu de capitânia do vice-almirante August von Heeringen. As embarcações participaram de exercícios com a frota nos meses de verão e então fizeram um cruzeiro pela Noruega. Rössing foi substituído em outubro pelo capitão de mar Georg Scheidt.
O navio permaneceu com o I Grupo de Reconhecimento durante a maior parte de 1911 e venceu o Prêmio de Tiro do imperador por excelência em artilharia dentre os grandes cruzadores da frota. O capitão de mar Heinrich Trendtel assumiu o comando temporário da embarcação entre abril e o final de setembro do mesmo ano. Heeringen transferiu sua capitânia em 28 de setembro para o cruzador de batalha SMS Von der Tann, que tinha acabado de entrar em serviço. O Blücher foi consequentemente transferido para a Inspetoria de Artilharia Naval, ficando sob o comando do capitão de mar Waldemar Pieper. Brevemente operou de novo com a Frota de Alto-Mar em novembro durante o cruzeiro de inverno. Depois disso navegou para Kiel para sua manutenção anual que incluiu modificações para deixá-lo mais adequado à treinamentos de artilharia.

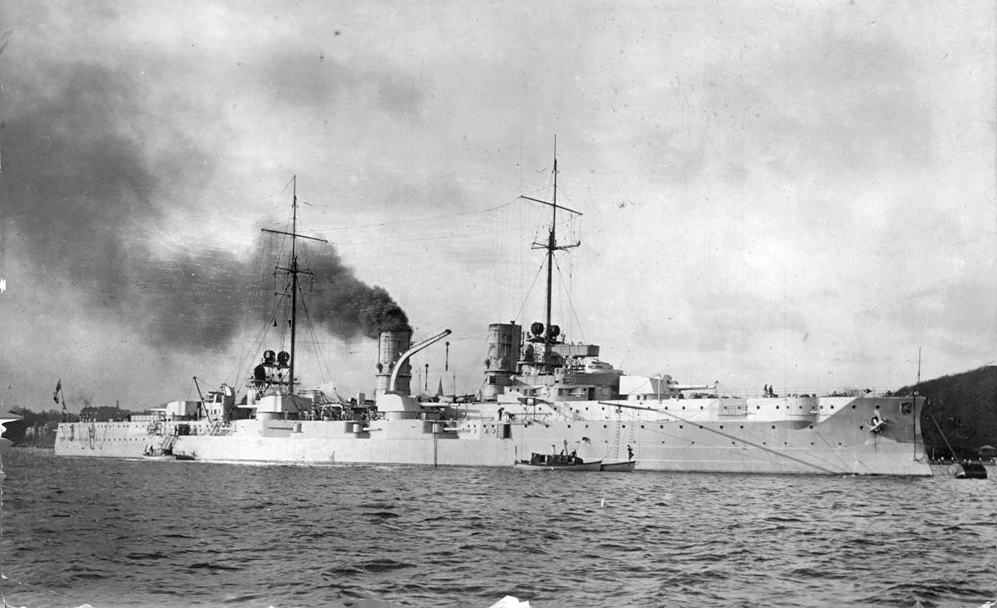
O Blücher antes da guerra

O Blücher zarpou para as Ilhas Feroe no início de abril de 1912 com o couraçado pré-dreadnought SMS Elsass para realizar testes de disparos a longa distância. Os experimentos ocorreram entre os dias 10 e 21 com a permissão da Dinamarca. Os dois voltaram para Kiel em 24 de abril. O cruzador em seguida operou com a frota em exercícios que duraram de 6 de maio a 2 de junho. Juntou-se ao II Grupo de Reconhecimento em 2 de setembro para as manobras anuais de outono. Serviu de capitânia do grupo, que também tinha o cruzador blindado SMS Friedrich Carl, quatro cruzadores rápidos e o novo cruzador de batalha SMS Goeben, que ainda estava em seus testes marítimos. Os exercícios terminaram em 22 de setembro e o Blücher voltou para seus deveres de treinamento.
O cruzador navegou pelo Mar do Norte no início de 1913 para realizar treinos de artilharia em mar aberto, diferentemente das águas protegidas do Mar Báltico onde normalmente operava. Usou Cuxhaven e a Heligolândia como bases. Voltou para o serviço com a frota em 13 de maio para um curto período de treinamento que terminou no final do mês. Encalhou em 29 de maio perto da ilha de Romsø, no Grande Belt, enquanto retornava para o Báltico. Outras embarcações da Inspetoria de Artilharia Naval foram enviadas para ajudá-lo, com o cruzador rápido SMS Augsburg libertando-o em 1º de junho. Inicialmente não estava claro se os motores e hélices estavam operantes, assim o Augusburg, o cruzador rápido SMS Stuttgart e o couraçado pré-dreadnought SMS Wettin rebocaram o Blücher. Este acabou conseguindo navegar por conta própria e passou por reparos em Kiel. Uma corte marcial sentenciou Pieper a três dias de confinamento em seus aposentos por "negligência no desempenho de seus deveres", enquanto o navegador recebeu seis dias, mas não receberam nenhuma outra punição mais séria. O capitão de fragata Alexander Erdmann assumiu o comando em outubro; ele seria seu último oficial comandante.

### Primeira Guerra Mundial

#### Ações iniciais

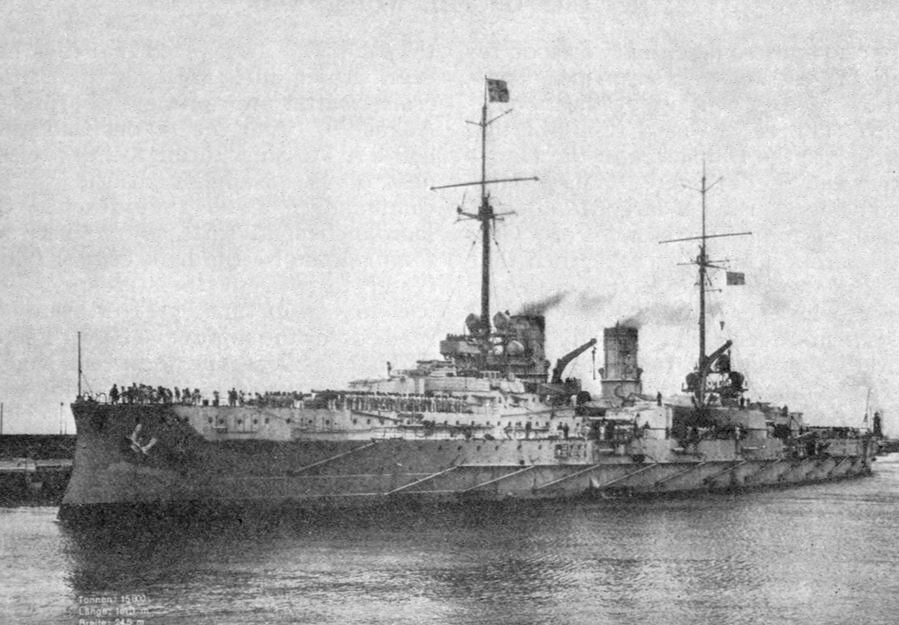
O Blücher c. 1913–1914

O Blücher estava ancorado em Sonderburg em 28 de junho de 1914 para as celebrações dos cinquenta anos da vitória na Guerra dos Ducados do Elba. Nesse mesmo dia, o arquiduque Francisco Fernando da Áustria foi assassinado em Sarajevo.  Isto causou um aumento dramático das tensões entre as grandes potências europeias na Crise de Julho que levou ao início da Primeira Guerra Mundial em 28 de julho. O comando naval alemão inicialmente considerou uma guerra improvável, assim o Blücher foi enviado para uma doca seca a fim de passar por sua manutenção periódica. Os trabalhos foram logo acelerados, especialmente depois da Alemanha declarar guerra contra a França em 3 de agosto, com o cruzador voltando ao serviço dois dias depois. O grande almirante príncipe Henrique da Prússia, o comandante das forças navais alemãs no Báltico, pediu que o Blücher fosse designado para o seu comando para liderar as forças de reconhecimento, mas o Estado-Maior do Almirantado negou e em vez disso colocou o navio no I Grupo de Reconhecimento. Juntou-se à unidade em 8 de agosto, tendo a companhia dos cruzadores de batalha Von der Tann, SMS Moltke e SMS Seydlitz.
O Blücher acabou sendo transferido temporariamente para o comando de Henrique e sua primeira ação na guerra foi no Báltico. O navio mais sete couraçados pré-dreadnought da IV Esquadra de Batalha, cinco cruzadores rápidos e 24 barcos torpedeiros foram para o Báltico em 3 de setembro em uma tentativa de atrair parte da frota russa para que pudesse ser destruída. O Augsburg encontrou os cruzadores blindados russos Bayan e Pallada ao norte da ilha de Dagö. O navio alemão tentou atrair os russos em direção do Blücher e das outras embarcações, mas os oponentes não caíram na armadilha e em vez disso recuaram para o Golfo da Finlândia. A operação terminou no dia 9 sem nenhum grande confronto entre as duas frotas. O cruzador depois disso retornou ao I Grupo de Reconhecimento.
O Blücher, Von der Tann, Moltke, Seydlitz e quatro cruzadores rápidos deixaram a Baía de Jade em 2 de novembro e navegaram em direção do litoral britânico. Chegaram perto de Great Yarmouth ao amanhecer do dia seguinte e bombardearam seu porto enquanto o cruzador rápido SMS Stralsund criava um campo minado. O submarino britânico HMS D5 respondeu ao bombardeio, mas bateu em uma das minas colocada pelo Stralsund e afundou. Os alemães pouco depois voltaram para casa. No caminho uma neblina cobriu a Angra da Heligolândia e assim os navios receberam ordens de pararem e esperarem a visibilidade melhorar para que assim pudessem navegar em segurança pelos campos minados defensivos. Entretanto, o cruzador blindado SMS Yorck cometeu um erro de navegação e foi parar em um campo minado alemão, batendo em duas minas e afundando.

#### Hartlepool
O almirante Friedrich von Ingenohl, o comandante da Frota de Alto-Mar, decidiu realizar outro ataque contra o litoral britânico na esperança de atrair uma parte da Grande Frota britânica para que pudesse ser destruída. Uma força de bombardeio formada pelo Blücher, Moltke, Von der Tann, Seydlitz e o novo cruzador de batalha SMS Derfflinger, os cruzadores rápidos Stralsund, SMS Kolberg, SMS Strassburg e SMS Graudenz, mais duas esquadras de barcos torpedeiros deixaram a Baía de Jade às 3h20min CET de 15 de dezembro. Os navios navegaram para o norte além da ilha da Heligolândia até alcançarem o farol do Recife de Horns, quando então viraram para o oeste em direção da cidade de Scarborough. O resto da Frota de Alto-Mar, consistindo em catorze couraçados dreadnought e oito pré-dreadnoughts, mais uma força de escolta de dois cruzadores blindados, sete cruzadores rápidos e 54 barcos torpedeiros, partiu também doze horas depois com o objetivo de proporcionar cobertura distante para a força de bombardeio.
O cruzador rápido SMS Magdeburg tinha encalhado no Golfo da Finlândia em 26 de agosto de 1914 e seus destroços foram capturados pela Marinha Imperial Russa, que encontrou os livros de código alemães junto com cartas de navegação do Mar do Norte. Estes documentos foram repassados para a Marinha Real Britânica, cuja divisão de criptoanálise começou a decifrar os códigos alemães e em 14 de dezembro interceptou mensagens relacionadas com a iminente ação de bombardeio litorâneo. Os detalhes exatos eram desconhecidos, mas presumia-se que a Frota de Alto-Mar permaneceria no porto, assim como tinha ocorrido no bombardeio anterior. Os britânicos enviaram uma força de quatro cruzadores de batalha com o apoio de seis couraçados e duas esquadradas de cruzadores com o objetivo de emboscarem os alemães.

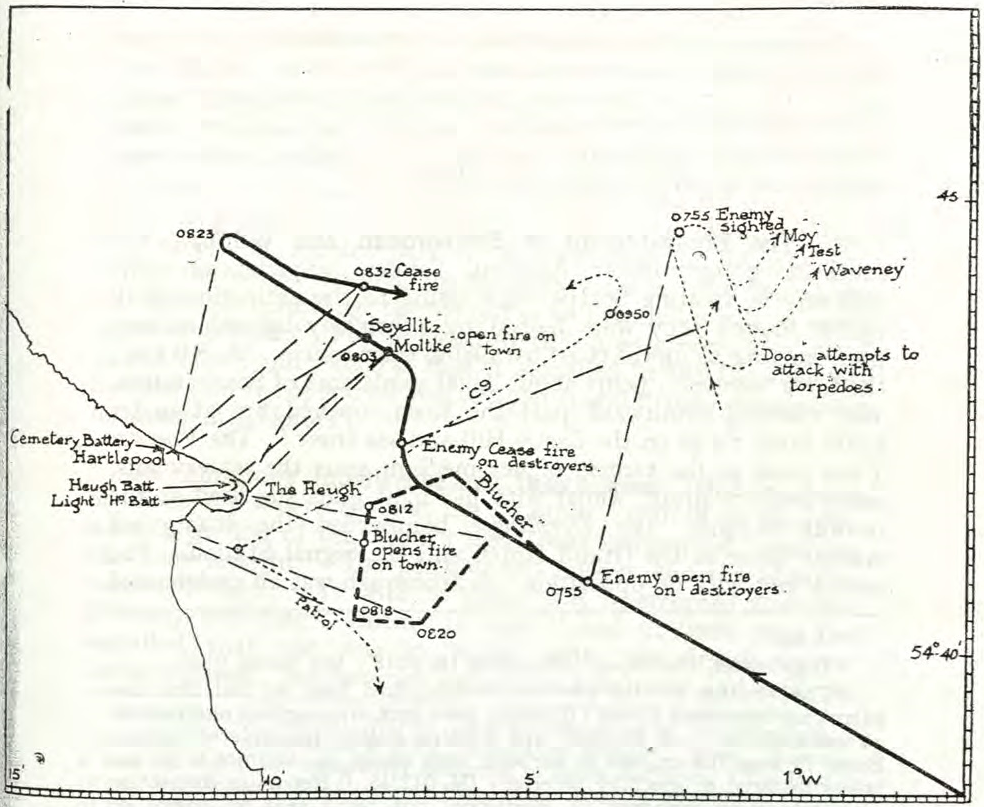
Mapa do bombardeio de Hartlepool

O corpo principal da Frota de Alto-Mar encontrou contratorpedeiros britânicos na noite do dia 15 para o 16. Ingenohl, temendo um ataque de torpedos noturno, ordenou uma retirada. A força de bombardeio não sabia do recuo do resto da frota e prosseguiu como planejado. As embarcações se dividiram em dois grupos ao chegarem no litoral britânico: o Seydlitz, Moltke e Blücher foram para o norte bombardear Hartlepool, enquanto Von der Tann e Derfflinger foram para o sul bombardear Scarborough e Whitby. Apenas Hartlepool era defendida por baterias de artilharia costeira. O Blücher foi atingido seis vezes, sofrendo nove mortos e três feridos, porém os danos foram mínimos. Os dois grupos se reencontraram às 9h45min do dia 16 e iniciaram se retorno para casa.
Os cruzadores de batalha britânicos nesta altura estavam em posição para interceptar a rota de fuga dos alemães, enquanto outras forças estavam à caminho para completarem o cerco. Os cruzadores rápidos do II Grupo de Reconhecimento começaram a passar às 12h25min pelas forças britânicas à procura dos cruzadores de batalha alemães. O Stralsund foi avistado e isto foi relatado ao vice-almirante David Beatty, o comandante dos cruzadores de batalha britânicos, que ordenou às 12h30min que seus navios seguissem em direção dos navios inimigos. Beatty presumiu que os cruzadores rápidos eram a vanguarda dos cruzadores de batalha, mas estes na verdade estava aproximadamente cinquenta quilômetros à vante. Os cruzadores rápidos britânicos, que estavam escoltando os cruzadores de batalha, foram destacados para perseguirem os cruzadores, mas uma mensagem mal interpretada os fez retornaram para suas posições de escolta. Esta confusão permitiu que os cruzadores rápidos alemães escapassem e alertassem seus cruzadores de batalha. Estes viraram para o nordeste e escaparam.
Britânicos e alemães ficaram decepcionados que não conseguiram enfrentar seus oponentes. A reputação de Ingenohl sofreu enormemente, com o capitão de mar Magnus von Levetzow do Moltke ficando furioso e afirmou que o almirante tinha recuado "porque estava com medo de 11 contratorpedeiros britânicos que poderiam ter sido eliminados ... sob a liderança atual realizaremos nada". A história oficial alemã criticou Ingenohl por não usar suas forças rápidas para determinar o tamanho da força britânica, afirmando que "ele decidiu por uma medida que não apenas ameaçou seriamente o avanço de suas forças no litoral Inglês, mas também privou a Frota Alemã de um sinal e vitória certa".

#### Dogger Bank
Os alemães descobriram no início de janeiro de 1915 que navios britânicos estavam realizando reconhecimento da área de Dogger Bank. Ingenohl estava inicialmente relutante em tentar destruir essas forças, pois o I Grupo de Reconhecimento estava temporariamente enfraquecido com o Von der Tann em manutenção. O contra-almirante Richard Eckermann, o Chefe do Estado-Maior da Frota de Alto-Mar, insistiu pela operação, assim Ingenohl cedeu e ordenou que os cruzadores de batalha fossem para Dogger Bank.
O I Grupo de Reconhecimento sob o comando do contra-almirante Franz Hipper, composto pelo Seydlitz, Moltke, Derfflinger e Blücher, partiu em 23 de janeiro com os cruzadores rápidos Graudenz, Stralsund, Kolberg e SMS Rostock, mais dezenove barcos torpedeiros da V Flotilha e da II e XVIII Meia-Flotilhas. O Graudenz e o Stralsund foram colocados na vanguarda, enquanto o Kolberg e o Rostock ficaram a estibordo e bombordo, respectivamente. Cada cruzador rápido tinha meia-flotilha de barcos torpedeiros consigo.

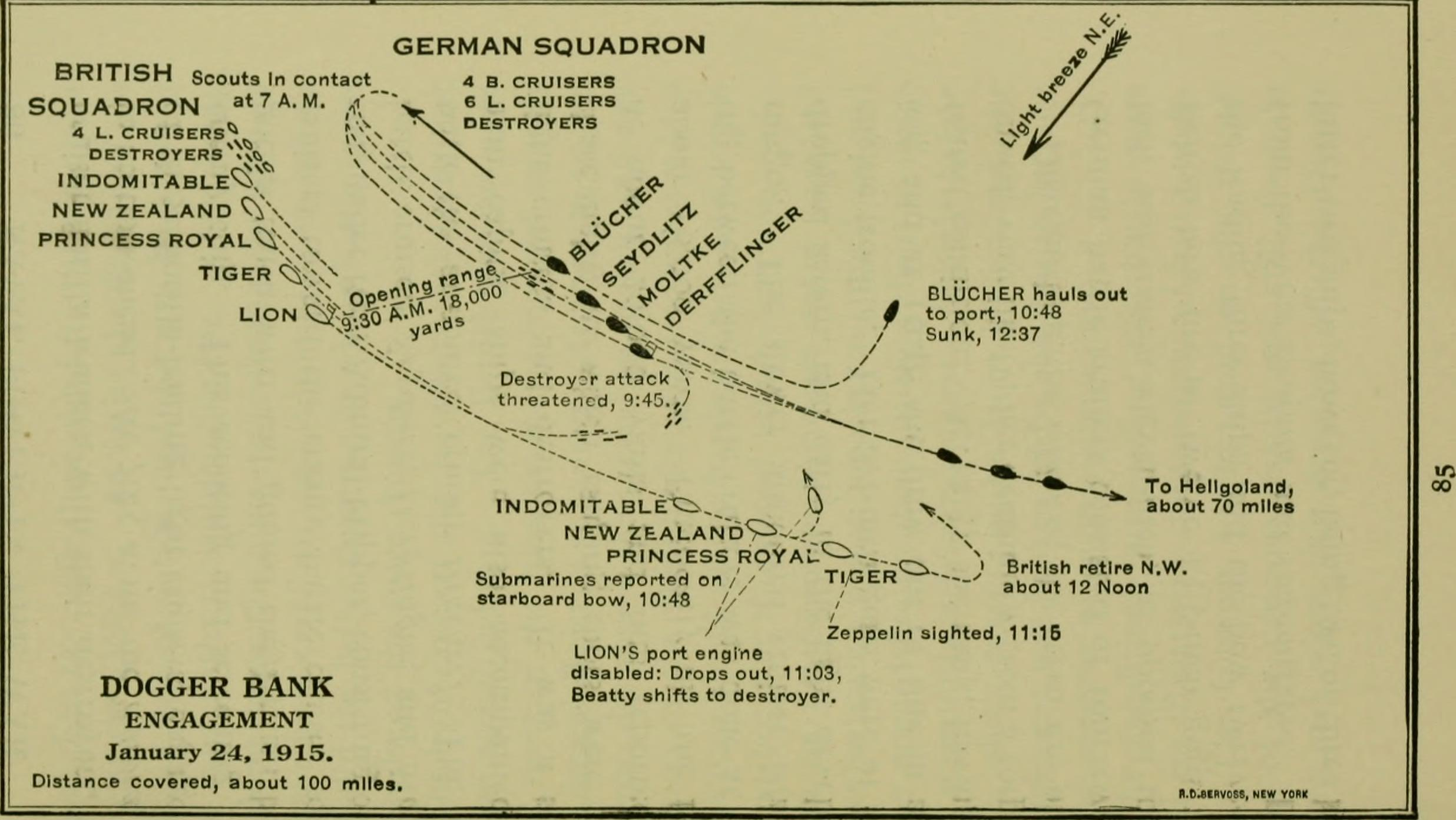
Mapa da Batalha de Dogger Bank

Os britânicos novamente interceptaram e decifraram as transmissões alemães. Eles não descobriram detalhes exatos da operação, mas foram capazes de deduzir que os cruzadores de batalha iriam realizar uma operação na área de Dogger Bank. A 1ª Esquadra de Cruzadores de Batalha de Beatty foi enviada junto com a 2ª Esquadra de Cruzadores de Batalha do contra-almirante Gordon Moore e a 2ª Esquadra de Cruzadores Rápidos do comodoro William Goodenough, que se encontraram às 8h00min do dia 24 com os contratorpedeiros da Força de Harwich do comodoro Reginald Tyrwhitt à aproximadamente trinta milhas náuticas (56 quilômetros) de Dogger Bank.
O Kolberg avistou o cruzador rápido HMS Aurora e vários contratorpedeiros às 8h14min. O primeiro disparou e acertou o segundo duas vezes. Este disparou de volta e também acertou seu inimigo duas vezes. Hipper imediatamente direcionou seus cruzadores de batalha para combate, mas quase simultaneamente o Stralsund avistou uma grande quantidade de fumaça ao seu noroeste. Foi logo identificado que isto era navios britânicos de grande porte se aproximando rapidamente. Hipper posteriormente comentou:
| “ | A presença de tão grande força indicava a proximidade de mais seções da Frota Britânica, especialmente enquanto interceptações de telegrafia sem fio revelaram a aproximação da 2ª Esquadra de Cruzadores de Batalha ... Eles também foram relatados pelo Blücher na ré da linha alemã, que tinha aberto fogo contra um cruzador rápido e vários contratorpedeiros vindos de popa ... Os cruzadores de batalha sob meu comando se encontraram, em vista do predominante vento [leste-norte-leste], em uma posição de barlavento e assim do princípio em uma situação desfavorável ... | ” |

Hipper virou para o sul a fim de fugir, mas foi limitado a 23 nós (43 quilômetros por hora), que era a velocidade máxima do Blücher. Os cruzadores de batalha britânicos estavam navegando a 27 nós (cinquenta quilômetros por hora) e rapidamente alcançaram os alemães. O HMS Lion abriu fogo contra o Blücher às 9h52min a uma distância de por volta de dezoito quilômetros, com o HMS Princess Royal e HMS Tiger também abrindo fogo pouco depois. Os primeiros acertos no Blücher ocorreram às 10h09min, com os alemães abrindo fogo dois minutos depois, concentrando-se principalmente no Lion, que estava a dezesseis quilômetros. Este foi acertado na linha de flutuação às 10h28min, permitindo que água entrasse em um depósito de carvão. Por volta do mesmo momento o Blücher acertou um projétil de 210 milímetros na primeira torre de artilharia do navio britânico. O projétil não penetrou na blindagem, mas a onda de choque mesmo assim temporariamente incapacitou o canhão esquerdo. O HMS New Zealand também começou a disparar contra o Blücher às 10h30min. Sua distância tinha diminuído para dezesseis quilômetros cinco minutos depois, momento em que toda a linha alemã estava dentro do alcance dos navios britânicos. Beatty assim ordenou que seus cruzadores de batalha enfrentassem seus opostos, assim o New Zealand ficou designado para enfrentar o Blücher.

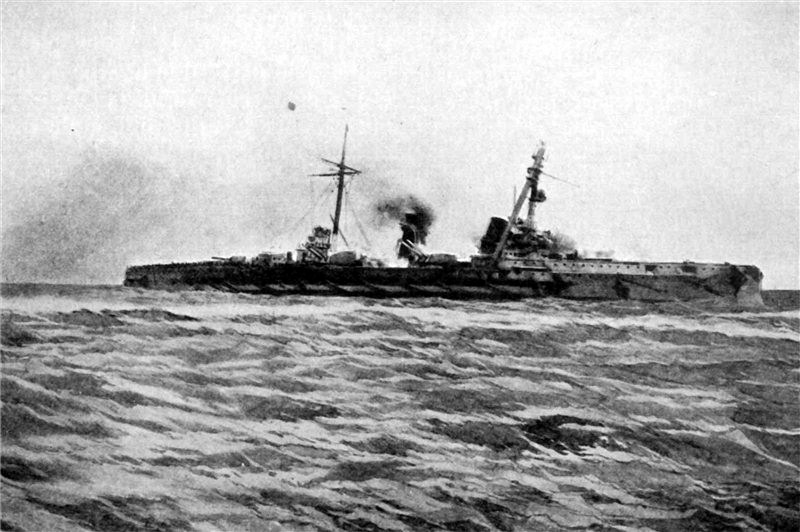
O Blücher adernando e em chamas

O Blücher estava seriamente danificado às 11h00min depois de ser alvejado várias vezes. Enquanto isso, o Seydlitz, Derfflinger e Moltke tinham concentrado seus disparos no Lion e acertado várias vezes, incapacitando dois de seus três dínamos e inundando a sala de máquinas de bombordo. O HMS Indomitable se juntou à batalha às 11h48min e foi direcionado a destruir o danificado Blücher, que já estava em chamas e com um adernamento sério para bombordo. Um dos sobreviventes relatou posteriormente a situação:
| “ | O carvão nos depósitos foi incendiado. O fogo ardeu alegremente já que os depósitos estavam na metade. Na sala de máquinas um projétil lambeu o óleo e espalhou-o em chamas azuis e verdes ... A incrível pressão do ar resultante de [uma] explosão em um espaço confinado ... [rugiu] por cada abertura e [abriu] seu caminho por cada ponto fraco ... Homens foram pegos na enorme pressão do ar e jogados para uma morte horrível no meio das máquinas. | ” |

O ataque britânico foi interrompido por relatos de submarinos à vante. Beatty imediatamente ordenou manobras evasivas, o que permitiu que os navios alemães aumentassem distância de seus inimigos. Nesta altura o último dínamo operacional do Lion parou de funcionar, reduzindo sua velocidade para apenas quinze nós (28 quilômetros por hora). O navio era a capitânia de Beatty e ele emitiu a ordem de "Enfrentar a retaguarda do inimigo" para os cruzadores de batalha restantes, mas confusão com os sinais fez com que todos atacassem apenas o Blücher. Este resistiu o máximo que pode, afugentando ataques de quatro cruzadores rápidos e quatro contratorpedeiros. Entretanto, o Aurora o acertou com dois torpedos. Nesta altura apenas sua torre de artilharia de ré ainda estava funcionando. Mais sete torpedos foram lançados a queima-roupa, fazendo o navio emborcar e afundar às 13h13min. O Blücher foi acertado por vários torpedos e setenta a cem projéteis durante a batalha.
Contratorpedeiros britânicos aproximaram-se para tentarem resgatar sobreviventes, porém o dirigível alemão L5 achou que o Blücher era um cruzador de batalha britânico e assim tentou bombardear os contratorpedeiros, forçando estes a recuar. O número exato de mortes é desconhecido: o historiador Paul Schmalenbach relatou que foram resgatados seis oficiais de um total de 29 e 275 marinheiros de 999, totalizando 747 mortos. Já o historiador Erich Gröner examinou fontes oficiais alemãs e afirmou que houve 792 mortos, enquanto o historiador James Goldrick disse que documentos britânicos relatam 243 sobreviventes de uma tripulação de pelo menos 1,2 mil. Dentre os resgatados estava Erdmann, mas ele morreu de pneumonia enquanto era mantido como um prisioneiro de guerra. Outros vinte tripulantes também morreram ainda presos.

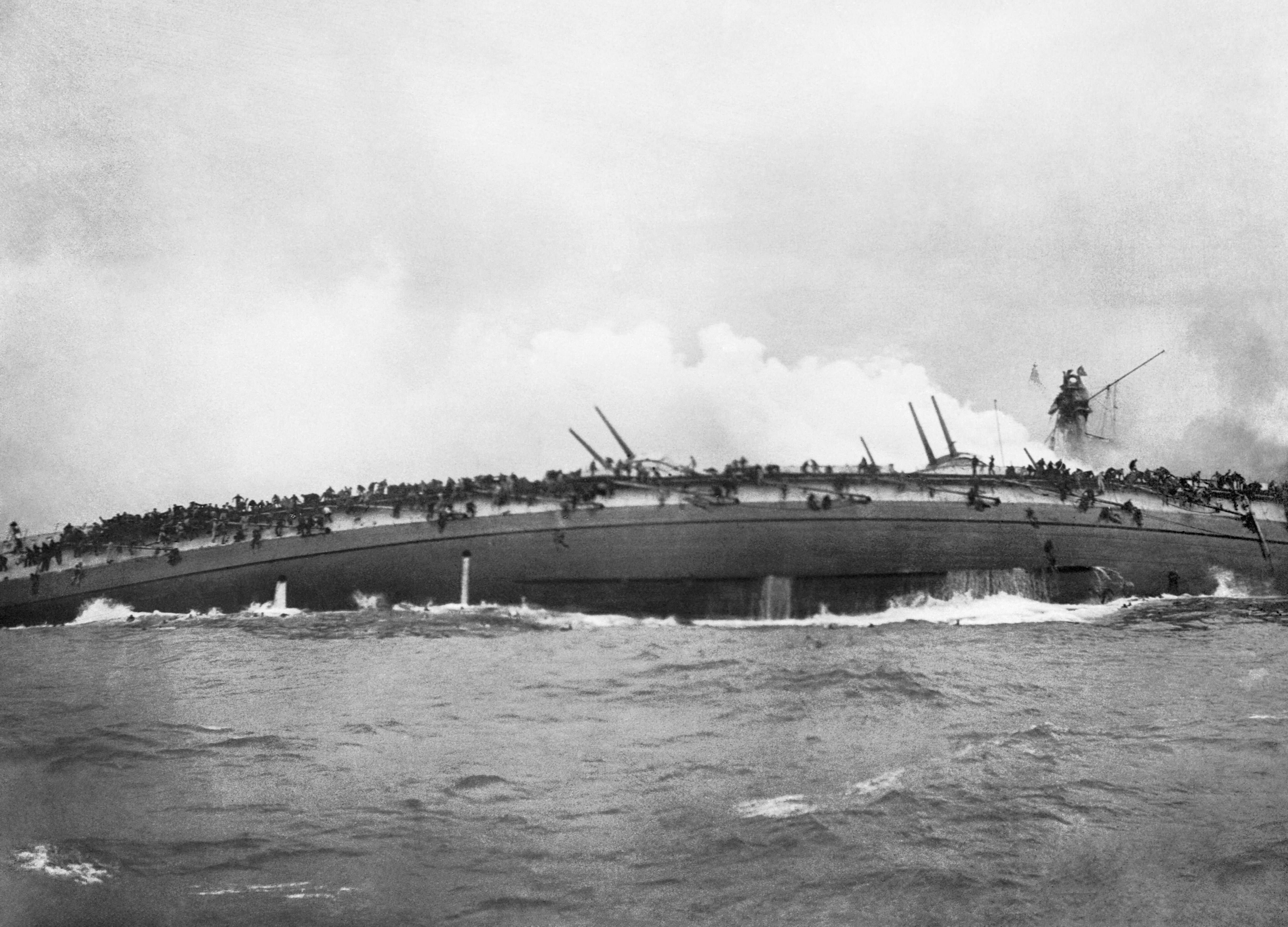
O Blücher emborcando

O concentração no Blücher permitiu que o Moltke, Seydlitz e Derfflinger escapassem. Hipper originalmente planejava usar seus cruzadores de batalha para virar e tentar flanquear os britânicos com o objetivo de resgatar o cruzador blindado, mas abandonou o plano e o navio assim que foi informado sobre os danos do Seydlitz, sua capitânia. Ele depois comentou seu decisão:
| “ | Foi decidido tentar uma manobra de flanqueamento a fim de ajudar o Blücher ... Mas como fui informado que em minha capitânia as torres de artilharia C e D estavam fora de ação, estávamos cheios de água à ré e que ele tinha apenas duzentos projéteis pesados restantes, eu abandonei quaisquer pensamentos restantes sobre apoiar o Blücher. Qualquer ação do tipo, agora que não se poderia contar com intervenção alguma de nossa Frota Principal, provavelmente levaria a mais grandes perdas. Apoiar o Blücher com a manobra de flanqueamento colocaria minha formação entre os cruzadores de batalha britânicos e as esquadras de batalha que provavelmente estavam atrás. | ” |

Beatty transferiu sua capitânia para o Princess Royal, mas nesta altura os alemães já estavam muito distantes, assim a perseguição foi encerrada às 13h50min. O imperador Guilherme II ficou furioso pela perda do Blücher e quase naufrágio do Seydlitz, assim ordenou que a Frota de Alto-Mar não deixasse o porto. Eckermann foi promovido e Ingenohl forçado a renunciar, sendo substituído pelo almirante Hugo von Pohl. Além da perda do próprio navio e as consequentes mudanças de comando, a morte de tantos homens afetou negativamente a frota, pois o Blücher era tripulado por um grande número de especialistas em artilharia altamente treinados.